# LY-272015
LY-272015是一种有机化合物，化学式为C21H24N2O2，属于β-咔啉衍生物，能作为血清素受体5-HT2B的拮抗剂，由礼来公司作为高血壓药物研发。